# O Lobisomem (canção)
O Lobisomem é uma canção do grupo Trem da Alegria, lançada em 1991 como primeira música de trabalho de Trem da Alegria, do mesmo ano, sendo seu último álbum de estúdio.
A composição é de Michael Sullivan e Paulo Massadas, que compunham a maioria das canções dos artistas. 
O LP traz a versão com a participação especial de Xuxa e contém uma versão em karaokê.

## Produção e lançamento
A letra fala sobre a possibilidade de um homem ser um lobisomem (figura lendária, com origem na mitologia grega, segundo a qual, um homem pode se transformar em lobo ou em algo semelhante a um lobo em noites de lua cheia, só voltando à forma humana ao amanhecer).
Composta por Michael Sullivan e Paulo Massadas, teria, inicialmente, a participação da cantora e apresentadora Mara Maravilha, no entanto, a gravadora da artista, Odeon, não permitiu sua participação. Para solucionar o problema, a BMG-Ariola a substituiu pela também cantora e apresentadora Xuxa.
Foi o primeiro single lançado do álbum e o primeiro com a participação de Rick Bueno. O grupo apresentou-se em um número substancial de programas e na turnê promocional do disco a faixa era cantada (em playback e com participação de Xuxa) em um cenário ecológico feito por Gringo Cardia.
Tornou-se a única do LP Trem da Alegria, de 1991, incluída na coletânea homônima, de 1992, mas em uma versão que não traz a participação da Xuxa. Também pode ser encontrada nos CDs: Grandes Autores: Sullivan & Massadas, de 1995, que reúne músicas compostas por seus compositores e na compilação: Focus: O essencial de Trem da Alegria, em uma versão editada.
Após 15 anos do lançamento, foi regravada pela cantora e apresentadora Eliana, em Diga Sim, de 2005. Para ela, foi feito um videoclipe que foi incluído em um VHS.

## Recepção
O Lobisomem foi uma das músicas mais tocadas no ano de 1991 nas rádios brasileiras.

## Lista de faixas
- Créditos adaptados da contracapa do LP O Lobisomem.[13]

Lado A
| N.º | Título        | Compositor(es)                  | Participação | Duração |  |
| 1.  | "O Lobisomem" | Michael Sullivan Paulo Massadas | Xuxa         | 3:39    |  |

Lado B
| N.º | Título        | Compositor(es)                  | Participação | Duração |  |
| 1.  | "O Lobisomem" | Michael Sullivan Paulo Massadas | Xuxa         | 3:39    |  |